# Psammolyce farquharensis
Psammolyce farquharensis är en ringmaskart som beskrevs av Thomas Henry Potts 1910. Psammolyce farquharensis ingår i släktet Psammolyce och familjen Sigalionidae. Inga underarter finns listade i Catalogue of Life.